# Oxira mandarinella
Oxira mandarinella là một loài bướm đêm trong họ Noctuidae.